# 356

356(삼백오십육)은 355보다 크고 357보다 작은 자연수다.

## 수학
- 합성수로, 그 약수는 1, 2, 4, 89, 178, 356이다. 진약수의 합은 274이므로, 356은 부족수다.
- {\displaystyle 356=10^{2}+16^{2}}
  - 서로 다른 두 자연수의 제곱합으로 나타낼 수 있는 수다.
- {\displaystyle 55^{4}-1}은 356으로 나누어떨어진다.

## 과학
- NGC 356(영어판): 고래자리 방향에 있는 나선은하.

## 교통
- 국도 제356호선
  - 일본 356번 국도(일본어판): 지바현 조시시에서 아비코시까지 이어지는 일본의 국도.
- 기타 도로
  - 356번 지방도: 경기도 김포시 월곶면 포내리에서 고양시 덕양구 삼송동까지 이어지는 대한민국의 지방도.
  - 현도 제356호선

## 군사
- U-356(영어판, 독일어판): 제2차 세계 대전에 사용된 나치 독일의 군용 잠수함.

## 문화유산
- 대한민국의 보물 제356호: 부여 무량사 극락전
- 대한민국의 사적 제356호: 남양주 순강원

## 방송
- KT HCN의 대교 뉴이프 플러스 채널 번호.

## 기타
- 연도: 356년, 기원전 356년